# کاترینا اسماعیلوا
کاترینا اسماعیلوا (به انگلیسی: Katerina Izmailova) (زادهٔ ۱۰ ژوئن ۱۹۷۷) شناگر اهل تاجیکستان است.